# はましお型測量船 (3代)
はましお型測量船（英語: Hamashio-class hydrographic survey vessels）は、海上保安庁の測量船の船級。公称船型は27メートル型。

## 来歴
海上保安庁では、本庁の内部部局としての海洋情報部とともに、地方支分部局である管区海上保安本部にも、それぞれに海洋情報部を設置しており、これらの管区海洋情報部でも、沿岸・港湾の測量のための小型測量船を保有している。平成2年度計画からははましお型が建造されて、そのネームシップは第三管区海上保安本部に配備された。
その後、2020年東京オリンピックの開催が決定されると、会場周辺海域を管轄する第三管区海洋情報部では沿岸部を重点的に調査する必要が生じたが、「はましお」は既に四半世紀に達しようとしており、装備面でも不足が指摘されていた。このことから代船として建造されたのが「はましお」である。

## 設計
設計は、基本的にはことなみ型巡視艇（23メートル型PC）をベースとしており、外見上の差異は船首の緩衝材や操舵室の窓の数、暗視装置の有無といった些末な点に限られるが、内部の構成は大きく変更されている。船体は高張力鋼製、上甲板及び上部構造はアルミニウム合金製として、軽量化が図られている。
通常航行速力約17ノットを得るため，主機はディーゼルエンジン（出力540 kW (720 hp)）2基2軸となっている。また測量観測時には低速航行を長時間行うことから，スリップ機能付減速機により長時間の低負荷運転へ対応している。観測室の後方から暴露甲板に出ることなく機関室にアクセスできるようになっており，航海中の安全性が向上している。また機関の操作及び監視は操舵室の操船コンソールで行うことができ、機関室内は無人とすることができる。
なお本型では、前級よりも船型を拡大して耐航性が向上し、八丈島以遠を除いて第三管区海上保安本部管内のほぼ全域で行動できるようになった。無寄港での1週間の行動が可能になっていることから、このような長期間の調査にも対応できるよう、居住性の向上が図られている。また女性の乗船にも対応している。

## 装備
水深測量のため、本型では、中浅海用のSeaBat 7160（発振周波数50 kHz、測定最大深度3,000 m）と浅海用のSeaBat IDH T50-R（発振周波数190～420 kHz、測定最大深度575 m）とを統合し、更に海上測位装置なども連接したマルチビーム音響測深機を装備した。
第三管区海上保安本部の管轄海域の海底は、駿河トラフや相模トラフ、東京湾海底谷など水深の深い海底が海岸線近くの沿岸域に分布しているにもかかわらず、管区海洋情報部の小型測量船では浅海域しか対応できないため、これらの水深が深いところは本庁所属の測量船を頼らざるを得なかったが、本型の配備によって、独力での測量調査が可能になった。
なお、ことなみ型では複合艇が搭載されていたが、本型では先代「はましお」と同様にFRP製のハードタイプの測量艇（HS-31-M1）が搭載されている。これは全長5.6メートルのヤマハ ベイフィッシャー19型で、多摩川の河口域など、土砂が堆積して日々状況が変動する浅瀬などの測量に用いられており、取り外し式の浅海用マルチビーム測深器を装備できるようになっている。

## 同型船
| 計画          | 船番  | 船名         | 造船所   | 進水                    | 就役                    | 配属                 | 解役 | 備考                        |
| ------------- | ----- | ------------ | -------- | ----------------------- | ----------------------- | -------------------- | ---- | --------------------------- |
| 平成28年度    | HS-31 | はましお     | 木曾造船 | 2018（平成30）年2月5日  | 2018（平成30）年3月30日 | 第三管区本部海洋情報 |      | HS-21はましお代替           |
| 令和4年度補正 | HS-32 | さくらひびき | 木曾造船 | 2024（令和6）年10月23日 | 2024（令和6）年12月19日 | 第十管区本部海洋情報 |      | HS-22いそしお代替、船名公募 |